# محمدرضا زائری
محمّدرضا زائری (زادهٔ ۱۳۴۹) روحانی شیعه و مدرس دانشگاه و اهل ایران است. زائری مسئولیت خانهٔ روزنامه‌نگاران جوان و هفته‌نامه خانه را که در دهه ۱۳۷۰ فعالیت می‌کرد، بر عهده داشت. این نهاد در دورهٔ فعالیت خود گروه جدیدی از روزنامه‌نگاران ایرانی مانند فرناز قاضی زاده و محمدصفر لفوتی و پیام فضلی نژاد را معرفی کرد.
مجوز هفته‌نامهٔ خانه که برای نوجوانان منتشر می‌شد، پس از تعطیلی این نهاد باطل و زائری مدتی زندانی شد. او هم‌اکنون مدیر مسئول و صاحب امتیاز ماهنامه خیمه است.

## تحصیلات
زائری دوران متوسطه را در مدرسه مدرس سابق که بعداً با مجوز جدید به مدرسه صالح تغییر نام پیدا کرد، سپری کرد. او در حوزه علمیه تحصیلات خود را تا خارج سطح پیش برده و دارای دکترای علوم ادیان از دانشگاه قدیس یوسف بیروت است. زائری کارشناسی فقه و مبانی حقوق اسلامی از مدرسه عالی شهید مطهری؛ کارشناسی ارشد فلسفه و حکمت اسلامی از دانشگاه آزاد اسلامی و کارشناسی ارشد روابط اسلام و مسیحیت از دانشگاه قدیس یوسف بیروت دارد.
او در سال‌های اخیر تلاش‌های زیادی جهت شناساندن آثار محمدرضا حکیمی به جامعه، انجام داده‌است زائری در حوزه علمیه از شاگردان خارج فقه و اصول جوادی آملی، جعفر سبحانی و آقا مجتبی تهرانی است. این پژوهشگر دینی، کتاب‌هایی نوشته که دو مورد از آن‌ها آشکارا به مسئله حجاب می‌پردازند. زائری فرزند غلامعباس زائری نماینده سابق بندر عباس در مجلس شورای اسلامی و استاندار سابق هرمزگان است.

### شاگردیِ بهرام بیضایی
وی در آذرماه ۱۳۹۴ گفت که در کلاس‌های درس سینمای بهرام بیضایی در باغ فردوس حاضر می‌شده و با بسیاری از هنرپیشه‌های نامی و عوامل سینما همدرس بوده‌است. او همچنین افزود: «هم‌اکنون خیلی از نمایشنامه‌های بهرام بیضایی یا داستان‌های هوشنگ گلشیری و همچنین خیلی از کتاب‌هایی را که در پیش از انقلاب چاپ شده بودند، در کتابخانه‌ام دارم.» زائری خاطره‌ای از خرید کتاب بیضایی نقل کرد:
در دوران آغاز طلبگی یک روز به کتاب‌فروشی در خیابان انقلاب رفتم که صاحب آن مرد سالخورده‌ای به نام آقای حیدریان بود. آن روز من از او یکی از فیلمنامه‌های بهرام بیضایی با عنوان یزدگرد سوم را مطالبه کردم. در این اثنا یک دختربچه بانمکی وارد فروشگاه شد و کتاب شرح سیوطی را جویا شد. کتابفروش سالخورده با تعجب پرسید مطمئن هستید که اشتباه نمی‌کنید و برعکس نمی‌گویید! بعد از این جریان ما با هم دوست شدیم و او هنوز هم در ذهنم مانده‌است و من هر وقت یاد او می‌افتم فاتحه‌ای برایش می‌خوانم.

## فعالیت‌های اجرایی
زائری در سال ۱۳۷۳، مدیریت نشر مجلات زمزم را به دو زبان انگلیسی و عربی و صدف به زبان فارسی برای مخاطبین خارج از کشور بر عهده گرفت و یک سال بعد خانه روزنامه نگاران جوان را راه‌اندازی کرد. او در سال ۱۳۸۲ مجموعه نشریات همشهری محله را راه‌اندازی نمود و دو سال بعد، سردبیر روزنامه همشهری شد.
تأسیس مجله کمیک استریپ «جدید» و مؤسسه انتشاراتی ترینگل در بیروت از دیگر فعالیت‌های زائری است.

### خانه روزنامه‌نگاران جوان، هفته‌نامه خانه
زائری با تأسیس خانه روزنامه‌نگاران جوان که ارگانی نیمه دولتی بود، به انتشار هفته‌نامه خانه پرداخت. این نشریه به خاطر انتشارات سوالات دختری دربارهٔ روح‌الله خمینی و روحانیت تعطیل شد. زائری در این باره می‌گوید:
«در آن نامه طرف سؤال کرده بود که این امام‌خمینی که شما می‌گویید، فلان ایرادها را من راجع بهش دارم. یکی این‌که آن حکم راجع به سلمان رشدی باعث شده ملت ما و کشور ما به عنوان تروریسم در دنیا معرفی شود. دوم این‌که من تنها چیزی که از امام‌خمینی می‌شناسم یک رسالهٔ توضیح المسائل است که آن هم وقتی ورقش می‌زنم و نگاهش می‌کنم یک‌سری احکام و مطالبی درش است که خجالت‌آورند! دیگر آن‌که ایشان جوان‌های ما را با جنگ در معرض کشتن قرار داده و…. البته جواب این شبهات و سؤال‌ها قرار بود در شمارهٔ بعد چاپ شود.»[11]

### تأسیس انتشارات خیمه
زائری در سال ۱۳۸۰ انتشارات خیمه را راه‌اندازی کرد. این مؤسسه هم‌اکنون ماهنامه خیمه را منتشر می‌کند.

### مصاحبه با سید حسن نصرالله
محمدرضا زائری در سال ۱۳۸۸ با سید حسن نصرالله به صورت حضوری مصاحبه کرد. این مصاحبه همراه با یادداشت‌هایی در کتاب نصرالله به چاپ رسیده‌است.

### مدیریت مجموعه سرچشمه
در سال ۱۳۹۱ با افتتاح مجموعه فرهنگی شهدای انقلاب اسلامی (سرچشمه) در محل حزب جمهوری اسلامی زائری به مدیریت این مجموعه منصوب شد و تا سال ۱۳۹۶ مدیریت آن را بر عهده داشت.

### حضور درکاروان صلح سوریه
در سال ۱۳۹۳ نمایندگانی از کشورهای ایران، انگلیس، کانادا، آلمان، لبنان، استرالیا، پاکستان و هندوستان کاروان صلح سوریه را با هدف انتقال کمک‌ها انسانی به سوریه و تلاش برای تحقق هر چه سریع‌تر صلح و آرامش در این کشور تشکیل دادند. زائری در این کاروان به همراه رضا امیرخانی و محمدحسین جعفریان به عنوان یکی از نمایندگان ایران حضور داشت:
به نظرم ورود به فضای بین‌الملل خیلی با تأخیر اتفاق می‌افتد هرچندما از آغاز انقلاب و حتی قبل از انقلاب تجربه‌های پراکنده‌ای داریم که گاهی شخصی و گاهی در حد مجموعه‌های شبه شخصی اتفاق افتاده اما کار منسجمی که در واقع دولتی نباشد و غیردولتی و منسجم در حوزه بین‌الملل فعالیت کند، نداشتیم و این امر به نظرم به صورت جدی مورد نیاز است.

### جایزه ادبی جلال آل‌احمد
این نویسنده در سال ۱۳۹۳ در جمع داوران دوره هفتم موفق به دریافت جایزه ادبی جلال آل‌احمد شد. زائری در دوره هشتم نیز به عنوان عضو هیئت داوران این جشنواره فعالیت کرد. او اعتقاد دارد این جایزه باید مقبول جریانات مختلف فرهنگی باشد:
جایزه جلال باید مشروعیت بالایی داشته باشد تا بتواند اثرگذار باشد و این مشروعیت زمانی محقق می‌شود که مقبول، معتبر و مورد اعتنای جریانات فرهنگی باشد.

### برنامه تلویزیونی هفت روز و هفت ساعت
زائری در نوروز ۱۳۹۷ نخستین مسابقه تلویزیونی مشترک بین ایران و لبنان را با همکاری سعید ابوطالب به روی آنتن برد. در این مسابقه بازیگرانی همچون لادن مستوفی، الناز حبیبی و امیرحسین رستمی حضور داشتند.

### سازمان اسناد و کتابخانه ملّی ایران
زائری در خرداد ۱۴۰۱ به ریاست اندیشگاه فرهنگی سازمان اسناد و کتابخانه ملّی ایران منصوب شد.

### رایزنی فرهنگی در الجزایر
زائری در تابستان ۱۴۰۲ به عنوان رایزن فرهنگی ایران در الجزایر منصوب شد.

## دیدگاه‌ها

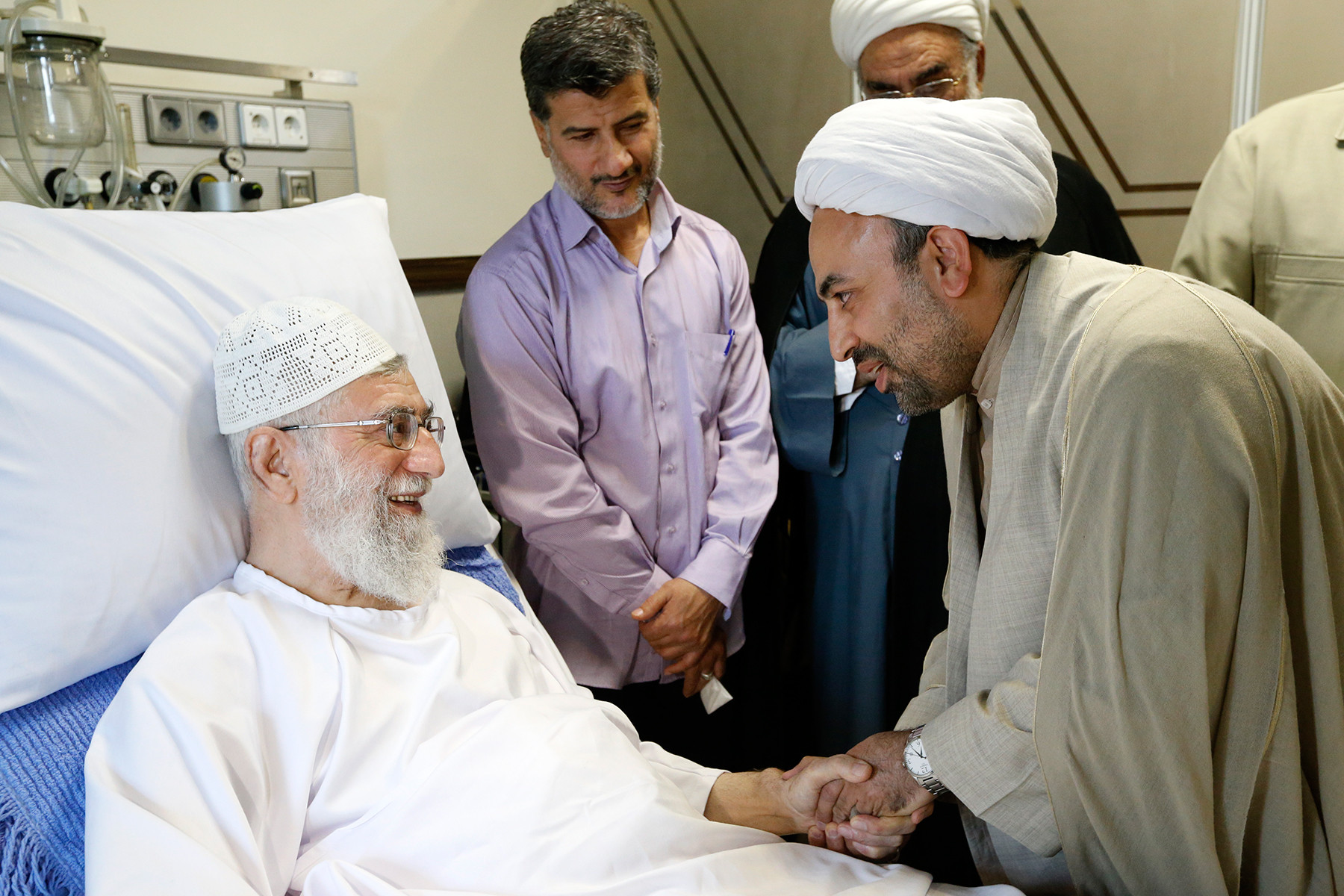
با علی خامنه‌ای در بیمارستان، ۱۳۹۳

زائری به حذف سپنتا نیکنام از شورای شهر یزد اعتراض کرد.

### تشویق کارگردان فیلم مارمولک
این پژوهشگر دینی از مشوقان و مشاوران کمال تبریزی برای ساخت مارمولک بوده و همچنان از این فیلم دفاع می‌کند.

من هنوز هم علیرغم برخی انتقادات - که حتی روی متن فیلمنامه نهایی ذکر کرده بودم و به جای خود باقی است - از فیلم مارمولک دفاع می‌کنم و معتقدم اگر نام فیلم و آتش‌افروزی برخی فتنه‌گران سوء تفاهم ایجاد نمی‌کرد همه می‌توانستند پیام درخشان فیلم را به وضوح ببینند.

### حجاب و گشت ارشاد
محمدرضا زائری در دو کتاب خود با نام‌های حجاب با حجاب و حجاب بی‌حجاب نظرات خود پیرامون حجاب را منتشر کرده‌است. او حجاب را یک واجب شرعی می‌داند و عدم رعایت آن توسط بخشی از مردم را ناشی از عوامل متعدد اجتماعی، اقتصادی، سیاسی و فرهنگی ارزیابی می‌کند. او به همین دلیل با گشت ارشاد و برخوردهای اجباری با بی‌حجابی مخالف است و آنها را روش‌هایی ناکارآمد می‌داند. زائری کتاب دیگری نیز با نام مرد بدحساب ، زن بدحجاب تألیف کرده که انتشارش را به خاطر اطلاع از نظر نامساعد آیت الله خامنه ای متوقف کرده‌است.
او می‌گوید:
 قانون زمانی رَوایی و مقبولیت دارد که اولاً ناظر به واقعیت بیرونی باشد و بشود اجرا کرد، ثانیاً پیش‌فرض آن قانون مسبوق باشد و این باشد که در حوزه‌های رسانه‌ای، تبلیغاتی، فرهنگی کاری برایش صورت گرفته باشد.
به گفته او: «مسئله حجاب مسئله کاملاً پیچیده‌ای است و یکی از دلایلی که ما نتوانستیم معضل حجاب را در کشور خوب درک کنیم، بفهمیم و حل کنیم این است که متأسفانه در این سال‌ها در بسیاری از موارد با موضوع حجاب به عنوان یک مسئله بسیط برخورد شده‌است. یک مسئله یک خطی ساده با یک فرمول ساده که طبیعتاً همین باعث شده که درست فهم نشود.»
زائری در خشت‌خام گفت: در مورد اهمیت و حساسیت موضوع حجاب از آنچه که خیلی‌ها فکر می‌کنند خیلی تندتر هستم یعنی مسئله حجاب را جدی می‌دانم اتفاقا بعضی‌ها که درباره حجاب خیلی شعار می‌دهند این قدر به اندازه من حجاب را جدی نمی‌گیرند. امروز درباره آزاد کردن حجاب هنوز به جواب نرسیده‌ام ممکن است در آینده به نتیجه برسم اما اگر از من بپرسند که آیا از ابتدای انقلاب اجباری بودن حجاب درست بود؟ من وقتی فکر می‌کنم، مرور می‌کنم، مطالعه می‌کنم، تجربه را می‌بینم به این نتیجه می‌رسم که این کار اشتباه بود. 

### مصاحبه علیه سعید مرتضوی
زائری در جریان دادگاه متهمان حادثه بازداشتگاه کهریزک علیه سعید مرتضوی مصاحبه کرد و فرجام این دادگاه را ناخوشایند پیش‌بینی کرد. او که پیش از این در جریان تعطیلی نشریه خانه روزنامه نگاران جوان به عنوان متهم توسط سعید مرتضوی مورد بازجویی قرار گرفته بود گفت:

ایشان در دادگاه به من می‌گفت یک کاغذ بنویس «من را گول‌زدند» تا مشکل پرونده‌ات را حل کنم! این عین عبارت ایشان بود. این مدل پرونده‌سازی خودش خیانت است به جمهوری اسلامی که شما اسرائیل، آمریکا و استکبار جهانی را تا این حد تنزل بدهید که من به دروغ بنویسم عوامل ایشان با من مرتبط بوده‌اند و فریبم داده‌اند و …. البته مثل روز برایم روشن بود که اگر به ذلت این دروغ گفتن هم بیفتم، او به عهد خود هرگز وفا نخواهد کرد.

### انتقاد از مجلس شورای اسلامی
زائری در برنامه تلویزیونی شبکه یک به انتقاد از حمایت نمایندگان مجلس از نماینده سراوان پرداخت و آن را با عبارت «شرم بر این مجلس» توصیف کرد. این موضوع باعث اعتراض مسعود پزشکیان نایب رئیس مجلس به صدا و سیما شد.

### معرفی نویسندگان مسیحی
محمدرضا زائری در زمینه روابط اسلام و مسیحیت پژوهش‌هایی انجام داده‌است. او در دو اثر خود با عنوان کتاب مقدس و پدر، پسر، روح القدس به دلبستگی نویسندگان مسیحی به قرآن و همچنین تجلی شور حسینی در آثار آنان می‌پردازد. زائری همچنین جهت معرفی آثار مسیحیان به جامعه ایران تلاش زیادی کرده‌است:
آثار کشف نشده بسیاری دربارهٔ امام علی (ع) وجود دارد که مؤلفان غیرمسلمان و غیر شیعه دارد. بنده هنوز هم هر بار به کشور لبنان سفر می‌کنم، با آثار تازه‌ای دربارهٔ شخصیت آن حضرت از نویسندگان و شاعران غیر مسلمان لبنانی مواجه می‌شوم… جبران خلیل جبران در آمریکا تمثالی از حضرت رسول (ص) و امام علی (ع) را نقاشی کرده‌است که حتی در موزه‌ها هم یافت نمی‌شود، بنده میکرو فیلم این اثر را در دانشگاه آمریکایی پیدا کردم. همچنین جبران خلیل جبران آثاری دربارهٔ پیامبر اسلام (ص) و حضرت امیرالمؤمنین (ع) را پیدا و ترجمه کرده‌است همچنان که افراد بسیاری از غیرمسلمانان کارهای برجسته در این زمینه دارند.
او همچنین مصاحبه مفصلی با جرج سمعان جرداق نویسنده مسیحی پیرامون امام علی انجام داده‌است.

## حواشی

### تماس تلفنیگلشیفته فراهانیوقاسم سلیمانی
محمدرضا زائری در تاریخ ۷ دی ۱۴۰۰ در کانال تلگرامی و همچنین صفحه اینستاگرام خود خاطره‌ای از قاسم سلیمانی منتشر کرده که در آن آورده‌است:
- «خانمی از ایرانیان ساکن خارج کشور که برای بازسازی حرم‌های مطهر در عراق کمک مالی قابل توجهی کرده بود اصرار زیادی داشت که سردار سلیمانی را فقط برای چند دقیقه ملاقات کند. مسؤولان امر به خاطر ملاحظات امنیتی و نیز سر و وضع ظاهری آن خانم تردید داشتند که در میان گرفتاری‌های شدید سردار این موضوع را مطرح کنند. اما وقتی ایشان از درخواست ملاقات مطلع می‌شوند دستور می‌دهند در فاصله کوتاه حضور او در ایران وقتی کوتاه تنظیم شود. زمانی که آن خانم به نزد ایشان می‌آید و رفتار متواضعانه و محبت آمیز او را می‌بیند می‌گوید: حالا که این قدر بزرگواری کردید می‌شود اجازه بدهید یک درخواست دیگر داشته باشم؟ می‌خواهم شماره یک نفر را بگیرم تا با شما صحبت کند، فقط قول بدهید ناراحت نشوید و من هم قبل از مکالمه او را معرفی نکنم! با این که اطرافیان سردار اصرار می‌کنند که این کار انجام نشود، ایشان قبول می‌کند و آن خانم شماره را می‌گیرد و گوشی را به سردار می‌دهد. ناگهان شخصی از آن سوی خط می‌گوید: سلام آقای سلیمانی، من گلشیفته فراهانی هستم!
- سردار با تعجب به سخن او گوش می‌دهد و او بسیار اظهار ارادت و احترام به ایشان می‌کند و شجاعت و صلابت ایشان را می‌ستاید.
- وی به سردار می‌گوید شما یک نفر کسی هستید که من به عنوان یک ایرانی به او افتخار می‌کنم و با تمام وجود دوستش دارم.
- سردار هم ضمن تشکر با زبانی محترمانه و مهربانانه او را به توجه به مصالح کشور و جایگاه جمهوری اسلامی در جهان و صف آرایی دشمن در مقابل ایران و اسلام توصیه می‌کنند و به او می‌گویند شما دختر ما هستی و فرزند این آب و خاک هستی، مراقب باش که هرجا هستی مصلحت این کشور و نام ایران را در نظر بگیری.»

در پی انتشار این مطلب در اینستاگرام، صفحه محمدرضا زائری در این شبکه اجتماعی بسته شد.